# Jared Hillman
Jared Hillman (* 11. Dezember 1981 in New York City) ist ein US-amerikanischer Schauspieler, Regisseur und Drehbuchautor.

## Leben
Jared Hillman wuchs in New York City auf. Bereits mit neun Jahren wirkte er als Nebendarsteller in mehreren Fernsehserien mit. Später absolvierte er eine professionelle Schauspielausbildung. Seit dem Jahr 2000 hat Hillman als Schauspieler vor der Kamera in bislang mehr als 30 Film-und-Fernsehproduktionen mitgewirkt, darunter in zahlreichen Serien wie beispielsweise in Dr. House, Navy CIS: L.A. oder in Psych. Er ist auch als Drehbuchautor für Fernsehformate tätig und führte bislang bei sechs Spielfilmen die Regie.
Jared Hillman ist seit September 2017 mit der Schauspielerin Natalie Lander verheiratet.

## Filmografie (Auswahl)
- 2001–2003: Gilmore Girls (Fernsehserie, 4 Folgen)
- 2002–2003: Without a Trace – Spurlos verschwunden (Fernsehserie, 2 Folgen)
- 2003–2005: Die himmlische Joan (Fernsehserie)
- 2005: Veronica Mars (Fernsehserie, 3 Folgen)
- 2009: Psych (Fernsehserie, 1 Folge)
- 2009: Hannah Montana (Fernsehserie, 1 Folge)
- 2010: The Social Network
- 2011: Dr. House (Fernsehserie, 1 Folge)
- 2011: Castle (Fernsehserie, 1 Folge)
- 2012: ICarly (Fernsehserie, 1 Folge)
- 2013: Navy CIS: L.A. (Fernsehserie, 1 Folge)